# Berwyn (Pensilvania)
Berwyn es un lugar designado por el censo ubicado en el condado de Chester en el estado estadounidense de Pensilvania. En el año 2010 tenía una población de 3.631 habitantes.

## Geografía
Berwyn se encuentra ubicado en las coordenadas 40°2′19″N 75°26′31″O / 40.03861, -75.44194.